# Shun Oguri
Shun Oguri (小栗 旬 Oguri Shun?,  Kodaira, Tokio, 26 de diciembre de 1982) es un actor, actor de voz y director japonés, quien se hizo conocido como actor juvenil en series de televisión.

## Biografía

### Primeros años
Oguri nació el 26 de diciembre de 1982 en Kodaira, Tokio, como el hijo menor del director teatral Tetsuya Oguri. Tiene un hermano mayor, Ryō —quien también es actor—, y una hermana mayor. Sus padres escogieron su nombre después de que un adivino predijera una vida de fortuna para el niño si elegían ese nombre. Oguri comenzó su carrera actoral a una edad temprana, y para la edad de once años ya había comenzado a ejercer como actor.

### Carrera
Su debut actoral se produjo en 1995 en el drama de NHK, Hachidai Shogun Yoshimune. En 1998, interpretó a Noburu Yoshikawa, un joven marginado y abusado, en el drama Great Teacher Onizuka, cuando tenía alrededor de dieciséis años. Este papel le valió el reconocimiento del público y sus posteriores apariciones en más series. En 2000, interpretó a una persona sorda en Summer Snow. Dos años después, fue parte de la popular serie Gokusen, siendo uno de los protagonistas, en donde en lugar de interpretar al joven marginado, él era el acosador, a diferencia de Great Teacher Onizuka. En 2005, participó junto a su hermano Ryō en el doblaje de la película de anime Fullmetal Alchemist: Conquistador de Shamballa.
Oguri ganó aún más reconocimiento al interpretar a Rui Hanazawa en el popular drama Hana Yori Dango, también en 2005. Su primer papel principal fue en 2006 con el papel de Shin'ichi Kudō en la primera película en acción real de Detective Conan, Detective Conan: Shinichi Kudo's Written Challenge. En 2007, protagonizó el drama Hanazakari no Kimitachi e como Izumi Sano, junto con Tōma Ikuta y Maki Horikita. En 2008, Oguri interpretó el papel principal en Binbō Danshi, en el papel de un estudiante universitario pobre llamado Kazumi Koyama. En el mismo año, interpretó al detective estadounidense So Takakura en Tokyo Dogs. En 2009, Oguri volvió a ejercer como actor de voz en la serie Wangan Midnight, como Akio Asakura.
Oguri volvió a trabajar con su coprotagonista de Hana Yori Dango, Mao Inoue, en una serie sobre la vida animal y la relación entre veterinarios y animales llamada Juui Dolittle, la cual comenzó su transmisión en octubre de 2010. En 2012, coprotagonizó con Satomi Ishihara el drama de Fuji TV, Rich man, poor woman como Toru Hyuga, papel que le valió su primer Drama Academy Award en la categoría de mejor actor. También protagonizó el drama adaptado del anime Nobunaga Concerto, emitido en 2014 y en donde Oguri apareció como Saburo y Nobunaga Oda. En 2015, volvió a trabajar con Toma Ikuta en el drama de TBS, Ouroboros, como Tatsuya Danno.

## Filmografía

### Series de televisión
- Gintama 2 - The Exceedingly Strange Gintama-chan (dTV, 2018) (miniseries)
- Segodon (2018)
- Crisis (2017)
- Gintama: Mitsuba Arc (2017)
- Border 2 : Shokuzai (2017)
- Kōnodori (2015)
- Ouroboros (TBS, 2015)
- Oiesan (2014)
- Oyaji no Senaka (2014) (ep 10)
- Nobunaga Concerto (Fuji TV, 2014)
- Border ~ Keishichou Sousa Ikka Satsujinhan Sousa Dai 4-gakkari (TV Asahi, 2014)
- Woman (NTV, 2013)
- Yae no Sakura (NHK, 2013)
- Rich man poor woman (Fuji TV, 2012)
- Wagaya no Rekishi (2010)
- Kikoku (2010)
- Juui Dolittle  (TBS, 2010)
- Tokyo Dogs (Fuji TV 2009)
- Smile (TBS, 2009)
- Tenchijin (NHK, 2009)
- Hanazakari no Kimitachi e Special (2008)
- Yume wo Kanaeru Zou (NTV, 2008) (Especial)
- Binbou Danshi (NTV, 2008)
- Detective Conan 2 (YTV, NTV, 2008)
- Hanazakari no Kimitachi e (Fuji TV, 2007)
- Hana Yori Dango Returns (TBS, 2007)
- Detective Conan (YTV, NTV, 2006)
- Densha Otoko DX~Saigo no Seizen (Fuji TV, 2006)
- Yuuki (NTV, 2006)
- El Poporazzi Gayuku (NHK, 2006)
- Hontō ni Atta Kowai Hanashi (2005)
- 24 no Hitomi (2005)
- Hana Yori Dango (TBS, 2005)
- Densha Otoko (Fuji TV, 2005)
- Koto (TV Asahi, 2005)
- Yoshitsune (NHK, 2005)
- Aikurushii (TBS, 2005)
- Kyumei Byoto 24 Ji 3 (Fuji TV, 2005)
- Taika no Kaishin (NHK, 2005)
- Hungry Kid (2004)
- Division 1 (Fuji TV, 2004)
- Fire Boys (ep4) (Fuji TV, 2004)
- Stand Up!! (TBS, 2003)
- Gokusen SP (NTV, 2003)
- Okaasan to Issho (Fuji TV, 2003)
- Tengoku no Daisuke e (NTV, 2003)
- Gokusen (NTV, 2002)
- X Sensei (2001)
- Hahagyo Shikkaku (2001)
- Pure Soul (2001)
- Heart (2001)
- Ao to Shiro de Mizuiro (2001)
- Kimi ga boku wo wasuretemo (2001)
- Cherry (NTV, 2001)
- Hensyuo (Fuji TV, 2000)
- Ashita wo Dakishimete (NTV, 2000)
- Summer Snow (TBS, 2000)
- Ikebukuro West Gate Park (ep2) (TBS, 2000)
- Aoi Tokugawa Sandai (NHK, 2000)
- Great Teacher Onizuka+ SP (Fuji TV, 1998 - 1999)
- Sore Ga Kotae Da! (1997)
- Shouri no megami (Fuji TV, 1996)
- Hideyoshi (NHK, 1996)
- Kaiki Club (Fuji TV, 1995)
- Hachidai Shogun Yoshimune (NHK, 1995)

### Películas
- Godzilla vs. Kong (2021) como Ren Serizawa
- Ningen Shikkaku (Indigno de ser humano)  (2019) como Osamu Dazai
- El tiempo contigo (2019) como Keisuke Suga
- Hibiki (2018)
- Gintama 2  (2018) como Gintoki Sakata
- Kimi no suizou wo tabetai (2017)
- Gintama (2017) como Gintoki Sakata
- Reminiscence (2017)
- Nobunaga Concerto - The Movie (2016)
- Terra Formars (2016)
- Museum (2016)
- Gyarakushī Kaidō (alias Galaxy Turnpike) (2015)
- Lupin III (2014)
- Shônen H (A Boy Called H) (2013)
- Arakawa Under the Bridge: The Movie (2012)
- Uchū Kyōdai (Space Brothers) (2012)
- Arakawa Under the Bridge (2012)[4]
- Kitsutsuki to Ame (2011)
- Gaku (2011)
- Sayonara, Aruma ~ akagami wo moratta inu (2010) (NHK Autumn special)
- Bayside Shakedown 3: Set the Guys Loose (2010)
- Surely Someday (2010)
- Tajomaru (2009)
- Gokusen: The Movie (2009)
- Crows Zero II (2009)
- Snakes and earrings (2008)
- Hana Yori Dango Final (2008)
- Surf's Up (Japanese dub) (2007)
- Crows Zero (2007) como Genji Takiya
- Sukiyaki Western Django (2007) como Akira
- Kisaragi (2007)
- Sakuran (2007)
- Otoshimono: El tren fantasma (2006)
- Waters (alias Gigolo Wannabe) (2006)
- Rinne (alias Reincarnation) (2005) como Onishi Kazuya
- Life on the Long Board (2005)
- Azumi 2 (Toho, 2005) como Ginkaku
- The Neighbor No. Thirteen (2005) como Juzo Murasaki
- Is A (2004)
- Haken Kuroitsu no Tsubasa (2004)
- Spring Story (Fuji TV, 2003)
- Robot Contest (Toho, 2003)
- Azumi (Toho, 2003) como Nachi
- Hitsuji no Uta (2002)
- Bambi (2001) voz
- Shiawase Kazoku Keiga (1999) como Hirose

### Anime
| Año  | Título                                                                    | Personajes           | Notas            |
| ---- | ------------------------------------------------------------------------- | -------------------- | ---------------- |
| 2005 | Fullmetal Alchemist the Movie: Conqueror of Shamballa                     | Alfons Heiderich     |                  |
| 2006 | Jyu-Oh-Sei                                                                | "Third"/Sigurd Heiza |                  |
| 2006 | Dōbutsu no Mori                                                           | Totakeke             |                  |
| 2007 | Wangan Midnight                                                           | Akio Asakura         | Protagonista     |
| 2008 | Highlander: The Search for Vengeance                                      | Colin MacLeod        | Protagonista     |
| 2010 | Rainbow: Nisha Rokubou no Shichinin                                       | Mario Minakami       | Protagonista     |
| 2012 | Doraemon: Nobita and the Island of Miracles—Animal Adventure              | Shun Amaguri         | Papel secundario |
| 2012 | Guskō Budori no Denki                                                     | Budori               | Protagonista     |
| 2013 | Space Pirate Captain Harlock                                              | Captain Harlock      | Protagonista     |
| 2014 | Nobunaga Concerto                                                         | Narrador             | Narrador         |
| 2014 | Doraemon: New Nobita's Great Demon—Peko and the Exploration Party of Five | Sarbel               | Papel secundario |
| 2016 | One Piece Film: Gold                                                      | Mad Treasure         | Papel secundario |

## Premios
- 2007 MTV Student Voice Awards: Mejor actor
- MTV Student Voice Awards: Mejor actor(2008)
- 17th Japan Movie Critics Awards: Mejor actor por 'Crows ZERO' (2008)
- DVD Data Awards: Mejor Talento (2008)
- Japan Nickelodeon Kids Choice Award (2008)
- 16th Hashida Rookie of the Year Award (2008)
- Elan d'or Awards: Newcomer Award (2008)
- 2007 Annual Drama Grand Prix Awards: Mejor actor de reparto por 'Hana Yori Dango 2' (2007)
- TVnavi Magazine 2007 Drama Awards: Mejor actor de reparto por 'Hanazakari no Kimitachi e' (2007)